# Очиток Шталя
Очиток Шталя (лат. Sedum stahlii) — вид суккулентных растений рода Очиток семейства Толстянковые. Растение часто скрещивают с Sedum pachyphyllum для получения гибрида Очитка красноокрашенного.

## Распространение
Природный ареал — Мексика. Произрастает в основном в сезонно засушливых тропических биомах.

## Таксономия
Sedum stahlii Solms, первое упоминание в Index Seminum (STR, Strasburg) 1900: 4 (1900).

#### Этимология
Sedum: Родовое латинское наименование, от лат. sedare — «усмирять» (сочные листья действуют как болеутоляющее средство от ран) или sedere — сидеть (многие виды распростёрты по земле), латинский видовой эпитет Stahlii — в честь ботаника Шталя.